# Celleporina decipiens
Celleporina decipiens är en mossdjursart som beskrevs av Hayward 1976. Celleporina decipiens ingår i släktet Celleporina och familjen Celleporidae. Arten är reproducerande i Sverige. Inga underarter finns listade i Catalogue of Life.